# A New World Fantasy
 (juin 2018).
Si vous disposez d'ouvrages ou d'articles de référence ou si vous connaissez des sites web de qualité traitant du thème abordé ici, merci de compléter l'article en donnant les références utiles à sa vérifiabilité et en les liant à la section « Notes et références ».
A New World Fantasy et sa variante Laserphonic Fantasy sont des spectacles de feux d'artifice donnés au parc Epcot de Walt Disney World Resort entre 1983 et 1988. Ils ont été précédés par un spectacle peu connu appelé Carnival de Lumiere donné en 1982 et ont été remplacés en 1988 par la série des IllumiNations.
C'est le spectacle Laserphonic Fantasy qui a été présenté le plus longtemps mais il reprend l'intégralité de son prédécesseur A New World Fantasy.

## Le spectacle
Le principe de ce feu d'artifice est de commémorer la réunion de monde autour du lagon de World Showcase.
- Représentations : de 1983 à 1988
- Durée: 19 min
- La musique
  - Titre original : The Festival of Festivals
  - Production : Don Dorsey
- Déclinaisons :
  - A New World Fantasy de 1983 au 8 juin 1984
  - Laserphonic Fantasy du 9 juin 1984[1] au 29 janvier 1988
- Attractions précédentes :
  - Carnival de Lumiere du 23 octobre 1982 à 1983
- Attractions suivantes :
  - IllumiNations du 30 janvier 1988 au 20 septembre 1996
    - Nouvel An 1993
    - Holiday IllumiNations de 1994 à 1998

  - IllumiNations 25 et ses déclinaisons du 21 septembre 1996 au 21 septembre 1999
  - IllumiNations : Reflections of Earth à partir du 1er octobre 1999

### Description
Le spectacle est découpé en trois actes précédés d'une fanfare et utilise des thèmes de musique classique.

#### Fanfare
- Fanfare de La Péri un ballet de Paul Dukas (1912)

#### Acte I: Célébration de la Terre
- 5e Symphonie, premier mouvement, de Ludwig van Beethoven
- Le Vol du bourdon extrait du Conte du tsar Saltan de Nikolaï Rimski-Korsakov
- Zampa Overture, premier thème, de Louis Ferdinand Hérold
- Piano Concerto No. 1, premier mouvement, de Ludwig van Beethoven
- La Vie parisienne de Jacques Offenbach
- Dance des comédiens extrait de Prodaná nevěsta (La Fiancée vendue) de Bedřich Smetana (1866)
- Bourrée extrait de la Suite N° 2 en ré majeur de Water Music de Georg F. Handel
- Allegro du 5e concerto brandebourgeois de Jean-Sébastien Bach
- Le Galop extrait d'Orphée aux Enfers de Jacques Offenbach
- Trisch-Trasch Polka de Johann Strauss II
- Troisième mouvement du Concerto italien (BWV 971) de Jean-Sébastien Bach
- Guillaume Tell, second thème de l'ouverture, de Gioachino Rossini

#### Acte II: Grandes parades et processions
- Blue Danube Waltz by Johann Strauss II
- Pines of Rome, First Movement by Ottorino Respighi
- Der Rosenkavalier by Richard Strauss
- Symphony No. 1 "Titan", Second Movement by Gustav Mahler
- Procession des Nobles extrait de Mlada (Млада) de Nikolaï Rimski-Korsakov  (1889-1890)
- Marche extrait de L'amour des trois oranges de Sergueï Prokofiev (1919)
- Farandole extrait  de L'Arlésienne de Georges Bizet (1872)
- Marche Militaire de Franz Schubert
- La Marche des Toreadors extrait de Carmen, Prelude à l'acte 1, de Georges Bizet
- L'Aria des Noces de Figaro de Wolfgang Amadeus Mozart (1786)
- Ouverture de la Cavalerie légère de Franz von Suppé (1866)
- Marche Radetsky de Johann Strauss II
- Procession des Nobles extrait de Mlada (Млада) de Nikolaï Rimski-Korsakov  (1889-1890)
- Marche Hongroise d'Hector Berlioz
- Anvil Chorus de Il Trovatore de Giuseppe Verdi (1853)
- Hands Across the Sea de John Philip Sousa

#### Acte III: Rêveries en pyrotechniques
- Carnival Overture Opus 92, premier thème, d'Antonín Dvořák
- La Marche des Toreadors' extrait de Carmen, Prelude à l'acte 1, de Georges Bizet
- Alla Hornpipe extrait de la Suite N° 2 en ré majeur de Water Music de Georg F. Handel
- Titan extrait de la Symphonie n° 1 en ré majeur de Gustav Mahler
- Ode à la joie extrait de la Symphonie n° 9 en ré mineur de Ludwig van Beethoven
- Prélude à l'Acte III extrait de Lohengrin de Richard Wagner
- L'Oiseau de feu Finale d'Igor Stravinsky
- La grande porte de Kiev extrait des Tableaux d'une exposition de Modeste Moussorgski
- Promenade extrait des Tableaux d'une exposition de Modeste Moussorgski
- L'année 1812, second thème, de Piotr Ilitch Tchaïkovski

### Laserphonic Fantasy
Ce spectacle est une reprise du spectacle A New World Fantasy mais avec des effets pyrotechniques différents. Sa première eu lieu le 9 juin 1984.